# Saint-Denis-du-Béhélan
Saint-Denis-du-Béhélan är en kommun i departementet Eure i regionen Normandie i norra Frankrike. Kommunen ligger i kantonen Breteuil som tillhör arrondissementet Évreux. År 2018 hade Saint-Denis-du-Béhélan 193 invånare.

## Befolkningsutveckling
Antalet invånare i kommunen Saint-Denis-du-Béhélan
Referens:INSEE